# Krematoria v Ústí nad Labem
Krematoria v Ústí nad Labem se nacházejí v městské části Střekov na Městském hřbitově, v ulici U Krematoria č.p. 5 a č.p. 8, 700 metrů východně od Střekovské vyhlídky Malé Sedlo u sídliště Kamenný vrch.

## Historie
Roku 1925 byla vypsána soutěž na stavbu krematoria, ve které zvítězil návrh od architekta Ernsta Rückera. K realizaci stavby nedošlo, ale Rückerovy plány se staly podkladem pro další projet vzešlý z ateliéru architekta Wilhelma Etzela. Na jeho realizaci spolupracoval Etzel s akademickým malířem Hannsem Kühnelem a sochařem Hermannem Zettlitzerem. Celý komplex vznikl přístavbou k pohřební síni, která již dříve stála na obecním hřbitově ve svahu vrchu Sedlo. Stavba ve stylu německého expresionismu byla dokončena a otevřena roku 1932. Její historický název byl "Das Krematorium in Schreckenstein".
Půdorys starého krematoria je symetrický, zakončený půlkruhovou obřadní síní. Po obou stranách jsou připojena nízká křídla hospodářských a technických budov, ve kterých jsou například byt správce nebo pokoj pro lékaře. V obřadní síni bývaly původně malby na stěnách a okna mívala vitráže provedené absolventem drážďanské akademie Hansem Kühnelem. Malba na stěnách znázorňovala pomíjivost života a vitráže božské ctnosti. Tato výzdoba byla odstraněna při odsunu německého obyvatelstva. Byl odstraněn také pískovcový figurální reliéf, který byl umístěn v průčelí nad kruhovým oknem. Dochovaly se pouze tři pískovcové reliéfy znázorňující tři mužské akty v různých fázích života. Nacházejí se na vnější straně apsidy a jejich autorem je Hermann Zettlitzer.

### Nové krematorium

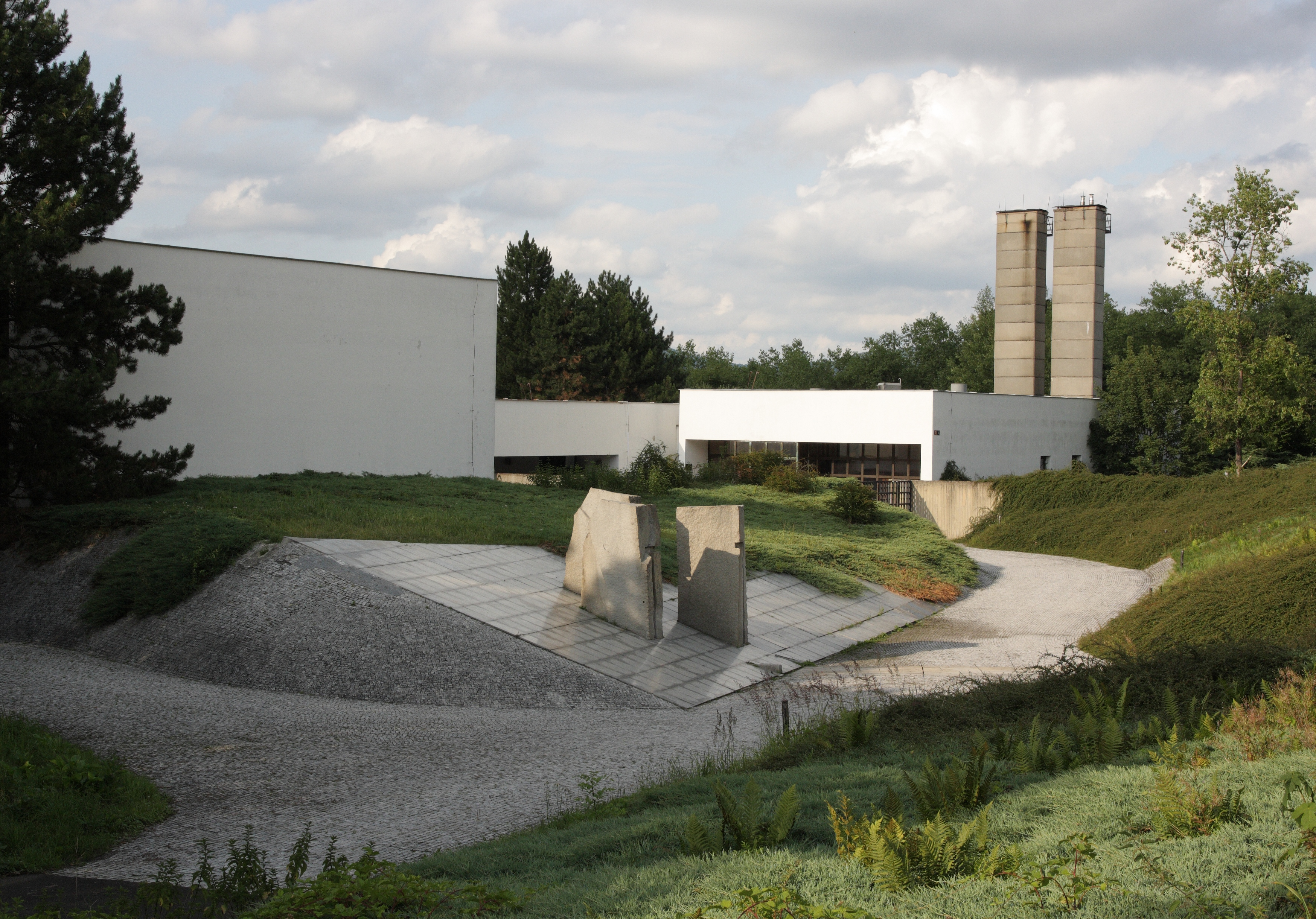
nové krematorium

Nové krematorium (č.p. 5) bylo postaveno v letech 1985–1987 východně od staré budovy podle plánů autorů Jiřího Loudy z Konstruktivy Praha a Petra Suske ve stylu modernismu a materiálové estetiky s jednoduchými tvary a barvou budov. Areál tvoří několik nižších budov s dvory a terasami. Projekt vznikl roku 1979 a vychází z abstraktního pojímání architektury. Kompozici tvoří horizontální bílé plochy, které jsou spojeny prosklenými stěnami. Střídají se zde beton, kouřové sklo, dřevo s detaily a stromy. Dva hranoly obřadních síní jsou spojeny průchozí částí a zároveň od sebe odděleny betonovou zídkou tvořící samostatné dvory. Do těchto teras a dvorů vedou prosklené stěny. Areál je doplněn proskleným hranolem technické správy, v obou obřadních síních jsou výtvarná díla.